# Alliance nationale de la résistance
Pour les articles homonymes, voir ANR.
L'Alliance nationale de la résistance (ANR) était un mouvement tchadien.
L'ANR est fondée en 1994 contre le gouvernement d'Idriss Déby Itno. Son chef Mahamat Garfa rejoint le président en 2003, mais une partie du mouvement se maintient dans l'opposition. Fin 2005, un de ses chefs, Mahamat Nour Abdelkerim quitte le mouvement et fonde le Rassemblement pour la Démocratie et les Libertés (RDL), entraînant avec lui de nombreux combattants. Le RDL est la principale formation du Front uni pour le changement démocratique.
Le chef actuel (en 2009) de l'ANR, Mahamat Abbo Sileck a été emprisonné au Soudan pendant plusieurs mois à la fin 2005-début 2006. De nombreux députés français de tout bord se sont mobilisés pour sa libération. Le mouvement n'existe plus que de façon symbolique. L’ANR, créée le 16 novembre 1995, est supposée regrouper : 
- l’ANT/D du colonel Mahamat Garfa
- le Front national du Tchad (FNT) du Dr. Al-Haris Bachar ;
- les Forces Armées pour la République Fédérale (FARF) de Laoken Bardé Frison (décédé depuis, son mouvement a disparu)
- le Front d'action pour l'instauration de la démocratie au Tchad (FAIDT) de Zakaria Garba ;
- le Conseil démocratique révolutionnaire (CDR) d’Alcheikh Ibni Oumar, qui fait partie aujourd’hui d’une autre alliance, le CPAL ;
- les Forces des Organisations Nationales pour l'Alternance et la Liberté au Tchad (FONALT), du colonel Abdoulaye Issaka Sarwa, qui a rejoint l’ANR en mars 2002 ;
- le Front national du Tchad rénové (FNTR) de Ahmat Yacoub (qui aurait quitté lui aussi l’ANR depuis octobre 1997).